# فريدريك لينز
فريدريك لينز (بالإنجليزية: Frederick Lenz)‏ هو رائد أعمال أمريكي، ولد في 9 فبراير 1950 في سان دييغو في الولايات المتحدة، وتوفي في 12 أبريل 1998.

## وصلات خارجية
- الموقع الرسمي